# Arthur Kraußneck
Arthur Kraußneck (9 de abril de 1856 – 21 de abril de 1941) foi um ator alemão de cinema e teatro. Ele atuou em filmes mudos entre 1920 e 1941.

## Filmografia selecionada
- Das Mädchen aus der Ackerstraße - 2. Teil (1920)
- My Leopold (1924)
- The Mill at Sanssouci (1926)
- The Blue Danube (1926)
- Prinz Louis Ferdinand (1927)
- Dancing Vienna (1927)
- The Weavers (1927)
- Luther (1928)